# Vesterbro Station
Vesterbro Station er en letbanestation på Odense Letbane, beliggende på Vesterbro mellem krydsene med Grønløkkevej og Vestre Stationsvej i Odense. Stationen åbnede sammen med letbanen 28. maj 2022.
Stationen ligger på en plads langs med den sydlige side af Vesterbro. Den består af to spor med hver sin sideliggende perron. I den vestlige ende går sporene tværs over krydset med Grønløkkevej for at fortsætte i midten ad Middelfartvej. I den østlige ende drejer sporene hen ad Vestre Stationsvej, hvor de ligger i dens sydøstlige side. Desuden er der anlagt sporskifter fra både stationen og Vestre Stationsvej mod øst. Hvis det senere bliver besluttet at udvide letbanen med en etape 2, gør de det muligt at forbinde en ny strækning fra Odense Zoo via Søndre Boulevard og Vesterbro med de eksisterende spor.
Stationens omgivelser udgøres overvejende af erhvervsområder mod vest og etageejendomme og andet boligbyggeri mod øst. Udfor krydset med Vestre Stationsvej ligger desuden det tidligere Sukkerkogeriet Odense.

## Galleri
- Anlægsarbejder i juli 2020.

Vesterbro
| Foregående station      |  | Odense Letbane                       |  | Efterfølgende station           |
| ----------------------- |  | ------------------------------------ |  | ------------------------------- |
| Bolbro mod Tarup Center |  | Tarup Center - Hjallese fra maj 2022 |  | Vestre Stationsvej mod Hjallese |